# إبراهيم بن صالح بن عيسى
إبراهيم بن صالح بن عيسى (1270هـ - 1343هـ / 1854م - 1924م)، عالم ومؤرخ ونسابة سعودي، يُعد من أبرز وأشهر مؤرخي نجد في القرن الرابع عشر هجري، وله عدد من المؤلفات التي تعتبر من أهم المراجع الموثقة في تاريخ نجد.
وعاصر المؤرخ بن عيسى الدولة السعودية الثانية، التي انتهى عصرها وهو في العقد الرابع من عمره، ثم عاصر إعادة تأسيس وتوحيد السعودية على يد الملك عبدالعزيز، وكان شاهد عيان على ما حققته السعودية من أمن واستقرار ونماء في المنطقة، وأصبحت تسجيلاته للوقائع سبرًا للأحداث السياسية، والتطورات الاجتماعية. وتتسم تجربته وإنتاجه بالموسوعية، وتكونت شخصيته العلمية المتنوعة بنهمه لطلب العلم ومجالسة العلماء والسفر للتزود بالمعارف، وألَّف في الفقه والأنساب والتراجم والتاريخ والجغرافيا والفلك، واشتهر بدفاتره التي قيّد فيها الكثير من الفوائد والفرائد والشوارد.

## نسبه
هو إبراهيم بن صالح بن إبراهيم بن محمد بن عبد الرحمن بن حمد بن عبد الله بن عيسى بن علي بن عطية  من بني زيد من  قضاعة من قحطان ، أما نسبه من جهة أمه فأخواله آل فريح من تميم، ووالدته هي منيرة بنت عبد الله بن راشد بن عبد الله الفريح.

## مولده ونشأته
ولد في بلدة أشيقر القريبة من شقراء عاصمة أقليم الوشم في أواسط نجد بالجزيرة العربية في يوم الأربعاء 12 شعبان 1270هـ الموافق 10 مايو 1854م وأشيقر هي بلد أخواله التي نشأ بها وتعلم مبادئ والقراءة والكتابة، ثم حفظ القرآن الكريم عن ظهر قلب.

## حياته العلمية

### ارتحاله في طلب العلم
رحل في مطلع شبابه للبلدان القريبة والبعيدة لطلب العلم، فقرأ على أعيان علماء الوشم، ثم المجمعة في نجد فقرأ على علمائها ومنها رحل إلى عنيزة في القصيم للأخذ عن علمائها ومنها توجه إلى الأحساء وتلقى العلم على أبرز علمائها عيسى بن عكاس ولازمه عشر سنين ثم عبر البحار إلى بلاد الهند لتلقي العلم على أبرز علمائها آنذاك السيد صديق حسن خان ولازمه سنتين وقرأ على غيره من علماء الحديث هناك، ثم عاد واتجه صوب العراق وقرأ على علماء الحنابلة في بغداد والكوفة[محل شك] والبصرة وحط رحاله في الزبير فطاب له السكنى فيه ولازم علماء الحنابلة وكان أبرز مشايخه صالح بن حمد المبيض الزبيري ،ومن الزبير ارتحل إلى الحجاز فتلقى العلم على علماء المسجد الحرام وكان من أبرز مشايخه ابن عمه أحمد بن عيسى، ثم إتجه مرتحلاً إلى عنيزة فاستوطنها وحل ضيفاً على صالح بن عثمان القاضي ولازمه في حلقاته كلها. ثم إتجه لتدريس طلابه في شمالي جامع عنيزة علوم الفرائض والحديث واللغة العربية وآدابها والنحو والصرف ، وكان يدرس العلم في بلدته أشيقر في جامع البلد في أول النهار وفي المسجد الجنوبي آخر النهار، فكان طلاب العلم يفدون عليه من أرجاء نجد وغيرها لينهلوا من غزير علمه في أشيقر وشقراء وعنيزة، وعرف عنه بأنه لا يمل التدريس والبحث وكتابة التاريخ والأنساب.

### مشايخه
تلقى علوم التوحيد والفقه والحديث والفرائض والنحو والشعر والأدب وتاريخ العصور القديمة والحديثة آنذاك على أبرز المشايخ والعلماء  ومنهم:
- أحمد بن إبراهيم بن عيسى قاضي المجمعة

- علي بن عبد الله بن عيسى قاضي شقراء

- عيسى بن عكاس قاضي الأحساء

- صالح بن حمد المبيض قاضي الزبير

- صديق حسن خان من علماء الهند

- صالح بن عثمان القاضي في عنيزة

### تلاميذه
عرف عنه حبه للعلم والتدريس والبحث ومرجعاً في الأدب والتاريخ والأنساب، وكان يدرس طلاب العلم في بلدة أشيقر في المسجد الجامع بعد طلوع الشمس وفي المسجد الجنوبي بعد صلاة الظهر فكان يفد عليه طلاب العلم من مختلف أرجاء نجد وغيرها، وتتلمذ على يديه عدد ممن أصبحوا بعده علماء ورجال قضاء  ومن أبرزهم:
- عبد الله بن عبد الوهاب بن زاحم رئيس محكمة المدينة المنورة
- عبد الله بن عبد الرحمن بن جاسر رئيس محكمة التمييز بالمنطقة الغربية بالمملكة السعودية
- محمد بن علي البيز قاضي جدة ثم قاضي ورئيس محكمة الطائف الشرعية الكبرى
- عبد الرحمن بن ناصر السعدي
- عثمان بن صالح القاضي
- محمد بن عبد العزيز السناني
- عمر بن محمد بن فنتوخ
- عبد الله بن حمد الدوسري قاضي الدرعية
- عبد الله بن خلف الدحيان من علماء الكويت
- محمد بن ناصر الحناكي
- محمد بن مانع
- سليمان بن صالح البسام

### مآثره
كانت له مكتبة تحتوي على نفائس المخطوطات النادرة والكتب القيمة جمعها شرقاً وغرباً، وبه كتب نسخها بخط يده تحتوي على كنوز من المعرفة والعلم لاتقدر بثمن.
ينظم القصائد والأشعار، ويعد أحد المفتين في عصره. وله جهود في الإرشاد والتوجيه والنصح. وكان ذا قناعة وزهد في الدنيا ولايرغب المناصب بل تباعد عنها، وقد طلب منه أعيان عنيزة أن يتولى القضاء في مدينتهم مرتين فاعتذر 
عمل في الزراعة وغرس النخيل لتوفير لقمة العيش له ولأسرته. وأثنى عليه علماء عصره ومن بعدهم بكل جميل 

## مؤلفاته
- عقد الدرر . كتاب في تاريخ نجد، يعتبر ذيلاً لتاريخ بن بشر وقد ألفه بأمر الإمام-الملك- عبد العزيز آل سعود وقد طبع مراراً وانتهى المطبوع منه إلى عام 1303هـ . نشرته مكتبة النهضة في الرياض عام 1327هـ، وطبعته أخيراً دارة الملك عبد العزيز.

- تكملة لكتاب عقد الدرر. وهو مخطوط بخط المؤلف يكمل ماوقف فيه من الجزء المطبوع من سنة 1303هـ حتى عام 1339هـ.

- تاريخ بعض الحوادث في نجد. وهو كتاب يؤرخ بعض الحوادث التاريخية في نجد من عام 820هـ إلى عام 1340هـ. حققه حمد الجاسر وطبعته دار اليمامة للبحث والترجمة والنشر. كما طبعته دارة الملك عبد العزيز في الذكرى المئوية لتوحيد المملكة العربية السعودية.

- تاريخ ابن عيسى وهي مخطوطة موجودة في خزانة التواريخ النجدية لابن بسام.

- مجاميع بن عيسى وهي عبارة عن مخطوطات بخط المؤلف في التاريخ والأنساب والآداب والعلوم والطب والأدوية.

- نبذة عن بلاد العرب. وهي مجموعة أوراق مخطوطة بيد المؤلف يبدو أنها ملخصة من كتاب معجم البلدان لياقوت الحموي، وفيها زيادات قيمة عن المسميات الحديثة.

- نبذة عن تاريخ أشراف مكة المكرمة ويبدو أنها ملخصة من كتاب أمراء البلد الحرام لزيني دحلان. وهذه المخطوطة موجودة في خزانة التواريخ النجدية للشيخ عبد الله البسام.

- أنساب العرب القحطانيين والعدنانيين.

- نبذة عن أيام العرب. وهو مؤلف مشتق من مجموعة مراجع مختلفة.

- نظم رد به على يوسف النبهاني ويقع في مئتي بيت من الشعر وهو محفوظ في الخزانة النجدية للشيخ عبد الله البسام.

- نظم فائق في التهاني والتعازي.
- في 16 أكتوبر 2024، دشنت دارة الملك عبدالعزيز الأعمال الكاملة للمؤرخ إبراهيم بن صالح بن عيسى، والتي تشتمل على 19 مجلداً تتضمن مؤلفاته ومختصراته ومراسلاته التي تعكس الحياة العلمية والاجتماعية في زمنه.[7]

## وفاته
توفي في مدينة عنيزة بمنطقة القصيم في ضحى يوم السبت 8 شوال من عام 1343هـ الموافق 2 مايو لعام 1925م، وصلي عليه في جامع عنيزة وشيعه خلق كثير ودفن في مقبرتها ورثاه ثلة من محبيه وطلابه .أما منزله القديم الذي عاش فيه في بلدة أشيقر فقد أعيد ترميمه والمحافظة عليه ليعتبر من آثار المعالم القديمة لأشيقر.

## وصلات خارجية
جريدة الرياض